# Furipterovití
Furipterovití, jinak také kouřovníčkovití (Furipteridae), představují malou čeleď amerických netopýrů.

## Systematika
Skupinu furipterovitých poprvé popsal britský přírodovědec John Edward Gray roku 1866. Současná systematika tyto netopýry považuje za samostatnou čeleď v rámci nadčeledi vampýrovci (Noctilionoidea), kam spadají ještě mormoopidovití (Mormoopidae), listonosovití (Phyllostomidae), mystacinovití (Mystacinidae), noktilionovití (Noctilionidae), tyropterovití (Thyropteridae) a zřejmě i myzopodovití (Myzopodidae). Vampýrovci jsou rozšířeni převážně na jižní polokouli a jejich původ je pravděpodobně gondwanský, zřejmě africký.
Samotná čeleď zahrnuje pouhé dva rody, každý s jediným druhem:
- rod Amorphochilus Peters, 1877 – netopýrek
  - Amorphochilus schnablii Peters, 1877 – netopýrek západní
- rod Furipterus Bonaparte, 1837 – netopýrek
  - Furipterus horrens (F. Cuvier, 1828) – netopýrek kouřový

Fosilní nálezy jsou v případě furipterovitých mimořádně chudé, nejstarší fosilie pocházejí teprve z konce pleistocénu.

## Popis

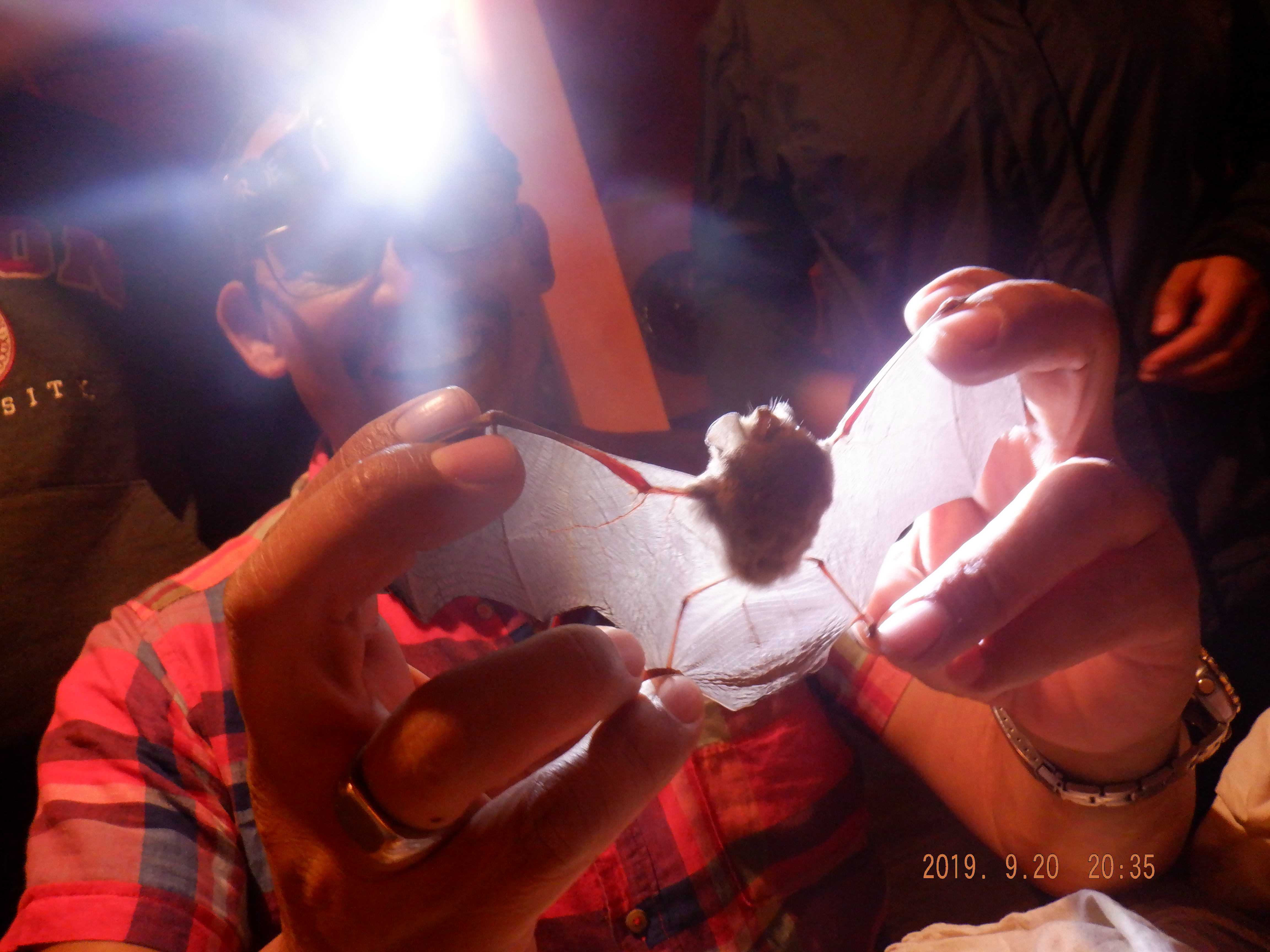
Odchycený netopýrek západní

Furipterovití patří mezi nejmenší netopýry neotropické oblasti: tělesná hmotnost netopýrka kouřového činí pouze 3 g. Svým celkovým vzhledem, tvarem křídel, chybějícím listovitým výrůstkem na čenichu či tvarem uší připomínají netopýry z čeledi natalovití (Natalidae), s nimiž však nejsou blíže příbuzní. Zástupce obou čeledí lze odlišit na základě drobných rozdílů lebky a chrupu.
Hlava furipterovitých má tvar jakési helmy. Nese nevýrazné oči a velké uši, jež mají miskovitý tvar a sahají téměř k dolní čelisti. Čenich je krátký a mírně ohnutý směrem vzhůru, vzhledem připomíná prasečí rypáček. Celkový zubní vzorec činí 2.1.2.33.1.3.3 = 36 zubů. Tělo je dobře přizpůsobeno pro třepotavý let: křídla bývají široká a vzhledem k velikosti těla dlouhá, uropatagium rozměrné a vyztužené dlouhým ocasem. Zvláštností je, že zástupci této čeledi značně redukovali palce předních končetin, jež jsou prakticky nepostřehnutelné. Dalším nezvyklým znakem je umístění bradavek na břiše, přičemž tato skutečnost se pojí i se zajímavým způsobem kojení mláďat: zatímco matka visí hlavou dolů, mládě se na břiše krmí hlavou nahoru.

## Ekologie
Oba druhy se liší ve svém areálu rozšíření i preferovaných stanovištích. Zatímco netopýrek kouřový se vyskytuje od Kostariky po Peru a Brazílii a žije především ve vlhkých lesích, netopýrek západní je svým výskytem omezen na pobřežní oblasti a vnitrozemská údolí od západního Ekvádoru po severozápad Chile, přičemž žije i v suchých oblastech (včetně pouště Atacama). O ekologii a chování furipterovitých je známo jen minimum informací. Oba dva druhy jsou považovány za vzácné a ve volné přírodě jsou pozorovány pouze zřídka. Nalezené kolonie ve volné přírodě čítaly až 300 jedinců, samice zřejmě rodí jediné mládě.